# M202 FLASH
L'M202 è un lanciarazzi lanciagranate di fabbricazione statunitense.
Attualmente pressoché dimenticato, è stato un tentativo di sviluppare una nuova arma da fanteria che verteva essenzialmente nello sviluppo di un discendente dei lanciafiamme. Negli anni sessanta questi ultimi erano ancora in auge ma furono poi via via dismessi, dati alcuni limiti essenziali che la loro struttura intrinsecamente possedeva.
Il principale di questi era la ridotta gittata utile, che non superava i 25-40 metri nel caso dei sistemi portatili. Anche il peso e l'ingombro non erano trascurabili.
Per contro, i lanciafiamme hanno sempre avuto prestazioni formidabili nel 'ripulire' qualunque caposaldo difensivo, e la minaccia di essere bruciati vivi è risultata spesso sufficiente per far desistere uomini altrimenti decisi a resistere ad oltranza.
La questione quindi si concretizzò nella ricerca di un modo per dirigere la capacità distruttiva dei loro getti a maggiori distanze, senza perdere nel getto lanciato gran parte del carico utile, consumato nella fiammata. Una prima risposta venne trovata nello sviluppo di speciali munizioni incendiarie, per esempio al fosforo, ma anche, nel caso dei carri sovietici, nell'uso di speciali proiettili contenenti sostanze incendiarie, proiettabili ad alta pressione fino a 200 metri (i carri OT-55).
Per la fanteria, la scelta più congeniale era quella dei razzi e proiettili autopropulsi. In particolare, nei primi anni sessanta vennero messi in servizio i razzi leggeri controcarro (LAW, light anti-tank weapon) del tipo M72, calibro 66mm. Essi erano abbastanza leggeri e maneggevoli, ma anche con una discreta potenza nonostante il peso di appena 2,3 kg, per questo vennero presi a modello per la nuova arma con lo sviluppo di una versione incendiaria. Per la testata, venne utilizzato materiale solido come la termite, piuttosto che le soluzioni di liquidi quali la benzina e il napalm. La gittata era migliore di qualunque lanciafiamme, con elevata precisione. Si stima che pochi colpi fossero sufficienti per centrare finestre a 200 metri di distanza.
Ma i lanciarazzi erano armi con la capacità di sparare diverse 'salve' di fuoco prima della ricarica. Per risolvere la questione, venne pertanto sviluppato un lanciatore quadruplo, un vero e proprio lanciarazzi lanciagranate multiplo portatile. Esso aveva 2 coppie di razzi sovrapposte l'una all'altra. Il tutto era abbastanza leggero per essere portato a spalla e, se necessario, poteva essere lanciato un razzo ogni secondo. Infine, i colpi di riserva vennero sistemati in clip per ricaricare simultaneamente tutti i tubi di lancio.
L'arma entrò in servizio nell'US Army durante gli anni settanta, ma nonostante tutto non vi rimase a lungo. Infatti, se il concetto era sensibilmente migliore del tradizionale lanciafiamme, vi erano anche problemi: la truppa non gradiva il peso considerevole dell'arma, la ricarica dei 9 kg di razzi era faticosa, e le munizioni erano difettose e vulnerabili all'umidità. È un fatto che già negli anni ottanta quest'arma, nominalmente diffusa nelle unità di fanteria a livello di plotone, fosse invece lasciata prevalentemente nei depositi, mentre le esercitazioni al tiro erano a quanto risulta, decisamente rare. In pratica, questo sistema d'arma non ha combattuto alcuna guerra significativa, ed è sparito rapidamente dagli arsenali e dalla memoria dei reparti operativi statunitensi.
Non così per Hollywood: infatti, nel film Commando Arnold Schwarzenegger ne usa uno, anche se caricato con razzi esplosivi (cosa teoricamente possibile, data la comunanza con i LAW). Ovviamente, il fisico del noto attore e il compito 'commando' dell'arma in quel film d'azione non sono uno standard per il soldato medio, che preferisce l'uso dei normali razzi per fanteria (pare che l'M72 sia ancora in produzione, nel modello M72 A7) con lanciatori singoli, decisamente più maneggevoli.